# Liste der Brücken über die Ergolz
Die Liste der Brücken über die Ergolz enthält die Übergänge über die Ergolz von unterhalb der Quelle bei Oltingen bis zur Mündung zwischen Augst und Kaiseraugst in den Rhein.

## Brückenliste
109 Brücken führen über den Fluss: 60 Strassenbrücken, 30 Fussgängerübergänge, 16 Feldwegbrücken und drei Eisenbahnbrücken.

### Oberes Ergolztal
60 Brücken und Stege überspannen den Fluss zwischen Oltingen und Gelterkinden.
| Bild | Name                                    | Ort          | Lage | Funktion                                                          | Konstruktion   | Material | Länge in m | Höhe m ü. M. | Bemerkungen |
| ---- | --------------------------------------- | ------------ | ---- | ----------------------------------------------------------------- | -------------- | -------- | ---------- | ------------ | --- |
|      | Schafmattstrasse-Brücke (Pkt. 679)      | Oltingen     |      | Strassenbrücke (zweispurig)                                       | Bachdurchlass  | Beton    | 8          | 679          | Fahrverbot für Lastwagen und Gesellschaftswagen: ausgenommen Land- und forstwirtschaftliche Fahrzeuge Veloland-Route 3 Nord-Süd-Route (Etappe 1 Basel–Aarau) Wanderweg |
|      | Unbenannte Brücke                       | Oltingen     |      | Feldwegbrücke                                                     | Bachdurchlass  | Beton    | 6          | 655          | Fahrverbot für Motorwagen, Motorräder und Motorfahrräder: Land- und Forstwirtschaft gestattet Gebotsschild: Hunde an der Leine führen |
|      | Schafmattstrasse-Brücke (Pkt. 639)      | Oltingen     |      | Strassenbrücke (zweispurig)                                       | Bachdurchlass  | Beton    | 60         | 639          | Gebaut 1986 Objekt-Nummer 7.093 Fahrverbot für Lastwagen und Gesellschaftswagen: ausgenommen Land- und forstwirtschaftliche Fahrzeuge Veloland-Route 3 Nord-Süd-Route (Etappe 1 Basel–Aarau) Wanderweg |
|      | Schafmattstrasse-Brücke (Pkt. 614)      | Oltingen     |      | Strassenbrücke (zweispurig)                                       | Bachdurchlass  | Beton    | 90         | 614          | Gebaut 1986 Objekt-Nummer 7.093 Fahrverbot für Lastwagen und Gesellschaftswagen: ausgenommen Land- und forstwirtschaftliche Fahrzeuge Veloland-Route 3 Nord-Süd-Route (Etappe 1 Basel–Aarau) Wanderweg |
|      | Bühlstrasse-Brücke                      | Oltingen     |      | Strassenbrücke (einspurig)                                        | Bachdurchlass  | Beton    | 25         | 603          | Höchstgewicht 3,5 t |
|      | Schafmattstrasse-Brücke (Pkt. 598)      | Oltingen     |      | Strassenbrücke (zweispurig)                                       | Bachdurchlass  | Beton    | 50         | 598          | Gebaut 1986 Objekt-Nummer 7.082 Fahrverbot für Lastwagen und Gesellschaftswagen: ausgenommen Land- und forstwirtschaftliche Fahrzeuge Gefahrensignal Tiere (Kuh) Veloland-Route 3 Nord-Süd-Route (Etappe 1 Basel–Aarau) Wanderweg |
|      | Unbenannte Brücke                       | Oltingen     |      | Feldwegbrücke                                                     | Bachdurchlass  | Beton    | 60         | 596          | |
|      | Rötiweg-Brücke                          | Oltingen     |      | Strassenbrücke (einspurig)                                        | Balkenbrücke   | Beton    | 4          | 589          | Brücke mit Holzgeländer |
|      | Unbenannter Steg                        | Oltingen     |      | Fussgängerbrücke                                                  | Balkenbrücke   | Holz     | 2          | 572          | Übergang zum Gebäude Hauptstrasse 23. |
|      | Hauptstrasse-Brücke                     | Oltingen     |      | Strassenbrücke (zweispurig)                                       | Bachdurchlass  | Beton    | 15         | 572          | Gebaut 1980 Objekt-Nummer 7.038 Veloland-Route 3 Nord-Süd-Route (Etappe 1 Basel–Aarau) Wanderweg |
|      | Unbenannter Steg                        | Oltingen     |      | Feldwegbrücke                                                     | Balkenbrücke   | Holz     | 2          | 570          | Übergang zum Gebäude Angergasse 32a. |
|      | Unbenannte Brücke                       | Oltingen     |      | Feldwegbrücke                                                     | Balkenbrücke   | Beton    | 2          | 570          | Zufahrt zum Gebäude Angergasse 32a. |
|      | Unbenannte Brücke                       | Oltingen     |      | Feldwegbrücke                                                     | Balkenbrücke   | Beton    | 4          | 569          | Übergang zum Gebäude Angergasse 29b. |
|      | Unbenannte Brücke                       | Oltingen     |      | Strassenbrücke (zweispurig)                                       | Balkenbrücke   | Beton    | 4          | 566          | Zufahrt zu den Gebäuden Angerweg 178 und Angerweg 182. |
|      | Unbenannte Brücke                       | Oltingen     |      | Feldwegbrücke                                                     | Bachdurchlass  | Beton    | 3          | 563          | Übergang zum Gebäude Angerweg 173. Wanderweg |
|      | Unbenannte Brücke                       | Oltingen     |      | Fussgängerbrücke                                                  | Bachdurchlass  | Beton    | 4          | 543          | Wanderweg |
|      | Unbenannte Brücke                       | Anwil        |      | Feldwegbrücke                                                     | Balkenbrücke   | Beton    | 3          | 512          | Brücke ohne Geländer Die Brücke befindet sich im national geschützten Amphibienlaichgebiet Talweiher. |
|      | Unbenannte Brücke                       | Anwil        |      | Feldwegbrücke                                                     | Balkenbrücke   | Beton    | 4          | 506          | Brücke ohne Geländer Die Brücke befindet sich im national geschützten Amphibienlaichgebiet Talweiher. |
|      | Unbenannte Brücke                       | Anwil        |      | Strassenbrücke (einspurig) mit Abwasserleitung neben der Fahrbahn | Balkenbrücke   | Holz     | 8          | 500          | Wanderweg Die Brücke befindet sich im national geschützten Amphibienlaichgebiet Talweiher. |
|      | Unbenannter Steg                        | Anwil        |      | Fussgängerbrücke                                                  | Balkenbrücke   | Holz     | 10         | 499          | Die Brücke befindet sich im national geschützten Amphibienlaichgebiet Talweiher. |
|      | Unbenannte Brücke                       | Anwil        |      | Feldwegbrücke                                                     | Balkenbrücke   | Holz     | 8          | 493          | Die Brücke befindet sich im national geschützten Amphibienlaichgebiet Talweiher. |
|      | Im Tal-Brücke                           | Rothenfluh   |      | Strassenbrücke (einspurig)                                        | Balkenbrücke   | Beton    | 18         | 487          | Privat: Unberechtigten ist das Betreten und Befahren mit Fahrzeugen aller Arten richterlich untersagt Zufahrt zum Gebäude Im Tal 15. Die Brücke befindet sich im national geschützten Amphibienlaichgebiet Talweiher. |
|      | Unbenannter Steg                        | Rothenfluh   |      | Fussgängerbrücke                                                  | Balkenbrücke   | Holz     | 4          | 483          | |
|      | Rüttimatt-Brücke                        | Rothenfluh   |      | Feldwegbrücke                                                     | Balkenbrücke   | Beton    | 8          | 479          | Brücke mit Holzgeländer Zufahrt zum Gebäude Rüttimatt 195. Wanderweg |
|      | Unbenannter Steg                        | Rothenfluh   |      | Feldwegbrücke                                                     | Balkenbrücke   | Beton    | 4          | 467          | Brücke ohne Geländer Zufahrt zum Gebäude Mühleweg 21. |
|      | Mühleweg-Brücke                         | Rothenfluh   |      | Strassenbrücke (einspurig)                                        | Balkenbrücke   | Beton    | 4          | 466          | Wanderweg |
|      | Unbenannter Steg                        | Rothenfluh   |      | Fussgängerbrücke                                                  | Balkenbrücke   | Holz     | 3          | 465          | Privater Übergang beim Gebäude Rössligasse 35. |
|      | Unbenannte Brücke                       | Rothenfluh   |      | Strassenbrücke (einspurig)                                        | Balkenbrücke   | Beton    | 4          | 465          | Übergang zum Gebäude Rössligasse 38. |
|      | Unbenannte Brücke                       | Rothenfluh   |      | Strassenbrücke (zweispurig)                                       | Balkenbrücke   | Beton    | 5          | 465          | Brücke mit Metallgeländer Zufahrt zu den Gebäuden Rössligasse 39 und Rössligasse 40. |
|      | Alte Landstrasse-Brücke                 | Rothenfluh   |      | Strassenbrücke (zweispurig)                                       | Bogenbrücke    | Beton    | 3          | 464          | Höchstgeschwindigkeit 50 km/h Veloland-Route 3 Nord-Süd-Route (Etappe 1 Basel–Aarau) Wanderweg |
|      | Unbenannte Brücke                       | Rothenfluh   |      | Strassenbrücke (zweispurig)                                       | Balkenbrücke   | Beton    | 3          | 463          | Zufahrt zum Gebäude Dorfplatz 50. Kunstbauten Kanton Basel-Landschaft: Nummer 6-020 |
|      | Unbenannter Steg                        | Rothenfluh   |      | Fussgängerbrücke                                                  | Balkenbrücke   | Beton    | 4          | 463          | Übergang zum Gebäude Dorfplatz 50. |
|      | Unbenannter Steg                        | Rothenfluh   |      | Fussgängerbrücke                                                  | Balkenbrücke   | Beton    | 3          | 463          | Private Brücke mit abschliessbarem Tor |
|      | Unbenannte Brücke                       | Rothenfluh   |      | Strassenbrücke (einspurig)                                        | Balkenbrücke   | Beton    | 4          | 463          | Zufahrt zum Gebäude Ormalingerstrasse 153. |
|      | Unbenannte Brücke                       | Rothenfluh   |      | Feldwegbrücke                                                     | Balkenbrücke   | Beton    | 10         | 451          | Brücke ohne Geländer Zufahrt zum Gebäude Nübel 172. |
|      | Ergolzbrücke Im Weier («Römerbrücke»)   | Rothenfluh   |      | Strassenbrücke (einspurig)                                        | Bogenbrücke    | Stein    | 7          | 447          | Historische Tuffstein-Bogenbrücke aus dem mittleren 19. Jahrhundert, umfassend renoviert 1999 Kantonales Kulturgut, KGS-Nr. 12201 |
|      | Unbenannte Brücke                       | Rothenfluh   |      | Feldwegbrücke                                                     | Balkenbrücke   | Beton    | 8          | 446          | Brücke ohne Geländer |
|      | Unbenannte Brücke                       | Rothenfluh   |      | Feldwegbrücke                                                     | Balkenbrücke   | Beton    | 5          | 444          | Zufahrt zum Gebäude Riedmatten 129. |
|      | Unbenannte Brücke                       | Rothenfluh   |      | Feldwegbrücke                                                     | Balkenbrücke   | Beton    | 7          | 441          | |
|      | Hauptstrasse-Brücke                     | Ormalingen   |      | Strassenbrücke (zweispurig) 309                                   | Balkenbrücke   | Beton    | 12         | 434          | Gebaut 1992 Objekt-Nummer 1.020 Höchstgeschwindigkeit 80 km/h PostAuto-Buslinie 102 (Gelterkinden–Kienberg) |
|      | Unbenannter Steg                        | Ormalingen   |      | Fussgängerbrücke                                                  | Balkenbrücke   | Beton    | 6          | 428          | Übergang ist nicht behindertengerecht (Treppe) |
|      | Hauptstrasse-Brücke                     | Ormalingen   |      | Strassenbrücke (zweispurig) mit Trottoir 309                      | Balkenbrücke   | Beton    | 30         | 423          | Gebaut 2017 Objekt-Nummer 1.019 Höchstgeschwindigkeit 50 km/h PostAuto-Buslinie 102 (Gelterkinden–Kienberg) Veloland-Route 3 Nord-Süd-Route (Etappe 1 Basel–Aarau) Wanderweg |
|      | Unbenannter Steg                        | Ormalingen   |      | Fussgängerbrücke                                                  | Balkenbrücke   | Beton    | 6          | 422          | Brücke mit Metallgeländer Übergang zum Gebäude Hauptstrasse 105a. |
|      | Kirchgasse-Brücke                       | Ormalingen   |      | Strassenbrücke (zweispurig)                                       | Balkenbrücke   | Stein    | 8          | 421          | Höchstgeschwindigkeit 50 km/h Wanderweg |
|      | Bühlenweg-Brücke                        | Ormalingen   |      | Strassenbrücke (einspurig)                                        | Balkenbrücke   | Beton    | 10         | 417          | Höchstgeschwindigkeit 50 km/h |
|      | Rybi Wuhr-Steg                          | Ormalingen   |      | Fussgängerbrücke                                                  | Balkenbrücke   | Beton    | 12         | 413          | Brücke mit Holzsteg und Pflanzenkisten Wanderweg |
|      | Fabrikweg-Brücke                        | Ormalingen   |      | Strassenbrücke (zweispurig)                                       | Balkenbrücke   | Beton    | 6          | 411          | Höchstgeschwindigkeit 50 km/h Höchstgewicht 16 t |
|      | Unbenannte Brücke                       | Ormalingen   |      | Strassenbrücke (zweispurig) mit Rohrleitungen neben der Fahrbahn  | Balkenbrücke   | Beton    | 10         | 408          | Maloya-Areal Privatgelände: Zubringerdienst gestattet Verbot für Fussgänger Höchstgeschwindigkeit 20 km/h Ansonsten gilt StVO (Strassenverkehrsordnung) |
|      | Ribistrasse-Brücke                      | Gelterkinden |      | Strassenbrücke (zweispurig)                                       | Balkenbrücke   | Beton    | 8          | 408          | Höchstgeschwindigkeit 50 km/h |
|      | Maloyawegli-Steg (Wuhrbrüggli)          | Gelterkinden |      | Fussgängerbrücke                                                  | Balkenbrücke   | Beton    | 15         | 407          | Allgemeines Fahrverbot |
|      | Ergolzstrasse-Brücke                    | Gelterkinden |      | Strassenbrücke (zweispurig) mit Trottoirs und Velostreifen 309    | Bachdurchlass  | Beton    | 15         | 401          | Gebaut 1977 Objekt-Nummer 1.012 Rad- und Fussweg mit getrennten Verkehrsflächen Höchstgeschwindigkeit 50 km/h PostAuto-Buslinien 101 (Gelterkinden–Wegenstetten) und 102 (Gelterkinden–Kienberg) Veloland-Route 3 Nord-Süd-Route (Etappe 1 Basel–Aarau), Route 97 Dreiland-Radweg (Etappe 4 Lörrach–Liestal) und Route 40121 Baselbiet Tour (Basel–Liestal–Rheinfelden–Basel) |
|      | Unbenannter Steg                        | Gelterkinden |      | Fussgängerbrücke                                                  | Balkenbrücke   | Beton    | 10         | 400          | Brücke mit Metallgeländer |
|      | Ergolzstrasse-Brücke                    | Gelterkinden |      | Strassenbrücke (zweispurig) mit Fuss- und Velowegen 309           | Bachdurchlass  | Beton    | 80         | 400          | Gebaut 1977 Objekt-Nummer 1.011 Höchstgeschwindigkeit 50 km/h PostAuto-Buslinien 101 (Gelterkinden–Wegenstetten) und 102 (Gelterkinden–Kienberg) Veloland-Route 3 Nord-Süd-Route (Etappe 1 Basel–Aarau), Route 97 Dreiland-Radweg (Etappe 4 Lörrach–Liestal) und Route 40121 Baselbiet Tour (Basel–Liestal–Rheinfelden–Basel)                                                 |
|      | Ergolzbrücke Gelterkinden (SBB-Viadukt) | Gelterkinden |      | Eisenbahnbrücke (zweigleisig)                                     | Bogenbrücke    | Stein    | 161        | 400          | Bahnviadukt mit 13 Gewölben, gebaut 1913 Höchstgeschwindigkeit 125 km/h Bahnstrecke Basel–Olten |
|      | Ormalingerstrasse-Brücke                | Gelterkinden |      | Strassenbrücke (zweispurig)                                       | Balkenbrücke   | Beton    | 12         | 398          | Höchstgeschwindigkeit 50 km/h Veloland-Route 3 Nord-Süd-Route (Etappe 1 Basel–Aarau), Route 97 Dreiland-Radweg (Etappe 4 Lörrach–Liestal) und Route 40121 Baselbiet Tour (Basel–Liestal–Rheinfelden–Basel) |
|      | Ergolzstrasse-Brücke                    | Gelterkinden |      | Strassenbrücke (zweispurig) mit Trottoirs 309                     | Bachdurchlass  | Beton    | 45         | 398          | Gebaut 1977 Objekt-Nummer 1.010 Veloland-Route 3 Nord-Süd-Route (Etappe 1 Basel–Aarau), Route 97 Dreiland-Radweg (Etappe 4 Lörrach–Liestal) und Route 40121 Baselbiet Tour (Basel–Liestal–Rheinfelden–Basel) |
|      | Poststrasse-Brücke                      | Gelterkinden |      | Strassenbrücke (zweispurig) mit Trottoirs und Fussgängerstreifen  | Balkenbrücke   | Beton    | 15         | 393          | Gebaut 1983 Objekt-Nummer 1.009 Höchstgeschwindigkeit 50 km/h PostAuto-Buslinien 101 (Gelterkinden–Wegenstetten), 102 (Gelterkinden–Kienberg), 103 (Gelterkinden–Oltingen) und 104 (Gelterkinden–Zeglingen) BLT-Buslinie 105 (Gelterkinden–Sissach) Wanderweg |
|      | Sissach-Gelterkinden-Bahn-Brücke        | Gelterkinden |      | Eisenbahnbrücke (ehemalig)                                        | Fachwerkbrücke | Stahl    | 12         | 392          | Die Sissach-Gelterkinden-Bahn war zwischen 1891 und 1916 in Betrieb. |
|      | Rohrbach-Brücke                         | Gelterkinden |      | Strassenbrücke (zweispurig) mit Trottoir                          | Balkenbrücke   | Beton    | 20         | 392          | Höchstgeschwindigkeit 50 km/h Wanderweg |
|      | Unbenannter Steg                        | Gelterkinden |      | Fussgängerbrücke                                                  | Balkenbrücke   | Holz     | 14         | 388          | Fahrverbot für Motorwagen, Motorräder und Motorfahrräder |
|      | Unbenannte Brücke                       | Gelterkinden |      | Strassenbrücke (zweispurig)                                       | Balkenbrücke   | Beton    | 15         | 388          | Zufahrt zur Postauto-Garage. |

### Mittleres Ergolztal
25 Brücken und Stege überspannen den Fluss zwischen Böckten und Lausen.
| Bild | Name                                                            | Ort               | Lage | Funktion | Konstruktion     | Material | Länge in m | Höhe m ü. M. | Bemerkungen |
| ---- | --------------------------------------------------------------- | ----------------- | ---- | --- | ---------------- | -------- | ---------- | ------------ | --- |
|      | Vogelsangweg-Brücke                                             | Böckten           |      | Strassenbrücke (zweispurig)                                                                                              | Balkenbrücke     | Beton    | 12         | 382          | Höchstgeschwindigkeit 50 km/h Wanderweg |
|      | Hauptstrasse-Brücke                                             | Böckten           |      | Strassenbrücke (dreispurig) mit Trottoir, einspurig Fahrtrichtung West, zweispurig Fahrtrichtung Ost mit Abzweigspur 309 | Balkenbrücke     | Beton    | 22         | 380          | Gebaut 1985 Objekt-Nummer 1.001 Höchstgeschwindigkeit 50 km/h BLT-Buslinie 105 (Gelterkinden–Sissach) |
|      | Unbenannter Steg                                                | Böckten           |      | Fussgänger- und Velobrücke                                                                                               | Bogenbrücke      | Holz     | 20         | 380          | Gebaut 2004 Fahrverbot für Motorwagen und Motorräder |
|      | SBB-Brücke Böckten                                              | Böckten           |      | Eisenbahnbrücke (zweigleisig)                                                                                            | Bogenbrücke      | Stein    | 15         | 379          | Höchstgeschwindigkeit 100 km/h Bahnstrecke Basel–Olten |
|      | A22-Brücke (Umfahrung Sissach, vor Ost-Portal Tunnel Chienberg) | Böckten           |      | Autostrassenbrücke (zweispurig)                                                                                          | Balkenbrücke     | Beton    | 30         | 375          | Gebaut 2004, eröffnet 2006 Objekt-Nummer 1.562 Überholen verboten Höchstgeschwindigkeit 80 km/h |
|      | Eptinger-Steg                                                   | Sissach           |      | Fussgängerbrücke | Gedeckte Brücke  | Holz     | 22         | 367          | Gedeckte Holzbrücke, gebaut 2005, ersetzte Holzsteg von 1916 Allgemeines Fahrverbot |
|      | Bank-Brücke (Bischofsteinstrasse)                               | Sissach           |      | Strassenbrücke (zweispurig) mit Trottoirs                                                                                | Balkenbrücke     | Beton    | 50         | 365          | Gebaut 1958/59, saniert 1985 Höchstgeschwindigkeit 30 km/h BLT-Buslinie 105 (Gelterkinden–Sissach) |
|      | Weidenboden-Steg                                                | Sissach           |      | Fussgängerbrücke | Gedeckte Brücke  | Holz     | 24         | 364          | Gedeckte Holzbrücke, gebaut 1999 (Jahreszahl ist im Brückendach eingraviert) Allgemeines Fahrverbot |
|      | Unbenannter Steg                                                | Sissach           |      | Fussgängerbrücke | Fachwerkbrücke   | Holz     | 15         | 361          | Gebaut 2006 Objekt-Nummer 1.035 |
|      | Obere Fabrik-Brücke (Rheinfelder-Brücke)                        | Sissach           |      | Strassenbrücke (einspurig)                                                                                               | Bogenbrücke      | Stein    | 12         | 361          | Historische Steinbogenbrücke, gebaut zwischen 1812 und 1815, saniert 2005 Das Bauwerk ist im Inventar historischer Verkehrswege der Schweiz (IVS) als Objekt von regionaler Bedeutung (BL 342.0.1) aufgeführt. Objekt-Nummer 3.011 Vortritt vor dem Gegenverkehr (Fahrtrichtung Nord) Dem Gegenverkehr Vortritt lassen (Fahrtrichtung Süd) Höchstgeschwindigkeit 50 km/h BLT-Buslinie 106 (Wintersingen–Sissach) Mountainbike-Route 835 Endless-Trail-Bike (Sissach–Kienberghof–Sissach) Wanderweg |
|      | Allmend-Brücke                                                  | Sissach           |      | Strassenbrücke (einspurig) mit angrenzendem Fussgängersteg                                                               | Bogenbrücke      | Stein    | 25         | 357          | Historische Steinbogenbrücke, gebaut 1860 (Jahreszahl ist im Brückengewölbe eingemeisselt), saniert 2004, mit Fussgänger-Holzsteg, der 1987 mit Hilfe von Militärtruppen erstellt wurde Das Bauwerk ist im Inventar historischer Verkehrswege der Schweiz (IVS) als Objekt von regionaler Bedeutung (BL 343.2.1) aufgeführt. Einbahnstrasse (Fahrtrichtung Nord) Einfahrt verboten (Fahrtrichtung Süd): Ausgenommen Fahrrad/Mofa Unterhaltsfahrzeuge Höchstgeschwindigkeit 50 km/h                 |
|      | Unbenannte Brücke                                               | Sissach           |      | Fussgänger- und Velobrücke                                                                                               | Balkenbrücke     | Beton    | 55         | 356          | Brücke mit Grasseitenstreifen Allgemeines Fahrverbot: Radfahrer gestattet Höchstgewicht 3,5 t Wanderweg |
|      | Grienmatt-Brücke                                                | Sissach           |      | Strassenbrücke (zweispurig)                                                                                              | Balkenbrücke     | Beton    | 100        | 352          | Verbot für Fahrräder, Motorfahrräder und Fussgänger Höchstgeschwindigkeit 50 km/h BLT-Buslinie 105 (Gelterkinden–Sissach) |
|      | Unbenannter Steg                                                | Sissach           |      | Fussgängerbrücke | Balkenbrücke     | Holz     | 25         | 351          | Allgemeines Fahrverbot Verbot für Tiere (Pferd) Wanderweg |
|      | Weiermattbrücke (A2-Autobahn)                                   | Itingen – Sissach |      | Autobahnbrücke (fünfspurig)                                                                                              | Hohlkastenbrücke | Beton    | 340        | 348          | Eröffnet 1970 Höchstgeschwindigkeit 120 km/h Die Strassenseite Richtung Süden hat auf der Brücke zwei Fahrstreifen und einen Pannenstreifen; die andere Brückenseite ist dreispurig, weil sie neben den Fahrstreifen noch einen Beschleunigungsstreifen nach der Autobahnauffahrt und gleich danach vor dem Rastplatz einen Verzögerungsstreifen sowie einen schmalen Pannenstreifen umfasst. Brücke überquert auch die Autobahn A22 sowie den Weiermattweg.                                       |
|      | Wüerlenweg-Brücke                                               | Itingen           |      | Feldwegbrücke | Balkenbrücke     | Beton    | 20         | 345          | |
|      | A22-Anschluss Itingen-Brücke (Sonnenbergweg)                    | Itingen           |      | Strassenbrücke (zweispurig) mit Trottoirs                                                                                | Balkenbrücke     | Beton    | 60         | 344          | Gebaut 1965 Objekt-Nummer 1.034 Höchstgeschwindigkeit 50 km/h Wanderweg Brücke überquert auch die Autobahn A22. |
|      | Unbenannter Steg                                                | Lausen            |      | Fussgängerbrücke | Fachwerkbrücke   | Stahl    | 17         | 332          | |
|      | Im Grien-Brücke (A22-Autobahn)                                  | Lausen            |      | Autobahnbrücke (vierspurig)                                                                                              | Balkenbrücke     | Beton    | 90         | 332          | Gebaut 1966 Objekt-Nummer 1.504 Höchstgeschwindigkeit 100 km/h |
|      | Saarbaum-Brücke (Querverbindungsstrasse)                        | Lausen            |      | Strassenbrücke (zweispurig) mit Velostreifen und Trottoirs                                                               | Balkenbrücke     | Beton    | 90         | 329          | Gebaut 1966 Objekt-Nummer 1.035 Höchstgeschwindigkeit 50 km/h AAGL-Buslinie 78 (Lausen Stutz–Liestal–Frenkendorf) Brücke überquert auch die Autobahn A22. |
|      | Obere Brücke (Stutzstrasse–Unterdorfstrasse)                    | Lausen            |      | Strassenbrücke (zweispurig) mit Trottoir                                                                                 | Hohlkastenbrücke | Beton    | 65         | 327          | Zweifeldrige vorgespannte Hohlkastenbrücke, gebaut 1976/77, saniert 2020 Objekt-Nummer 1.516 Höchstgeschwindigkeit 50 km/h Brücke überquert auch die Autobahn A22. |
|      | Unbenannter Steg                                                | Lausen            |      | Fussgänger- und Velobrücke                                                                                               | Balkenbrücke     | Stahl    | 20         | 325          | Fahrverbot für Motorwagen, Motorräder und Motorfahrräder Wanderweg |
|      | Untere Brücke (Grammontstrasse)                                 | Lausen            |      | Strassenbrücke (zweispurig) mit Trottoirs                                                                                | Balkenbrücke     | Beton    | 40         | 324          | Gebaut 1977 Objekt-Nummer 1.529 Höchstgeschwindigkeit 50 km/h AAGL-Buslinie 78 (Lausen Stutz–Liestal–Frenkendorf) Brücke überquert auch die Autobahn A22. |
|      | Kirchen-Steg                                                    | Lausen            |      | Fussgängerbrücke | Balkenbrücke     | Beton    | 45         | 324          | Brücke überquert auch die Autobahn A22. |
|      | Ergolzbrücke Lausen (A22-Autobahn)                              | Lausen            |      | Autobahnbrücke (vierspurig)                                                                                              | Balkenbrücke     | Beton    | 50         | 321          | Brücke mit Lärmschutzwand, gebaut 1977 Objekt-Nummer 1.528 Höchstgeschwindigkeit 80 km/h |

### Unteres Ergolztal
24 Brücken und Stege überspannen den Fluss zwischen Liestal und Augst.
| Bild | Name                                          | Ort                 | Lage | Funktion | Konstruktion     | Material    | Länge in m | Höhe m ü. M. | Bemerkungen |
| ---- | --------------------------------------------- | ------------------- | ---- | --- | ---------------- | ----------- | ---------- | ------------ | --- |
|      | Unbenannter Steg                              | Liestal             |      | Fussgängerbrücke | Balkenbrücke     | Beton       | 18         | 314          | Allgemeines Fahrverbot Vorsicht: Kein Winterdienst |
|      | Grammetstrasse-Brücke                         | Liestal             |      | Strassenbrücke (zweispurig) mit Trottoirs                                                                                              | Balkenbrücke     | Beton       | 62         | 314          | Gebaut 1976, instand gesetzt 2019 Objekt-Nummer 1.524 Höchstgeschwindigkeit 50 km/h Brücke überquert auch die Autobahn A22. |
|      | A22 Rampe 200-Brücke (Anschluss Liestal-Süd)  | Liestal             |      | Autostrassenbrücke (zweispurig) | Balkenbrücke     | Beton       | 40         | 313          | Gebaut 1976 Objekt-Nummer 1.526 Brücke überquert auch die Autobahn A22. Höchstgeschwindigkeit 60 km/h |
|      | Altmarkt-Brücke (A22-Autobahn)                | Liestal             |      | Autobahnbrücke (vierspurig) | Balkenbrücke     | Beton       | 120        | 313          | Gebaut 1976 Objekt-Nummer 1.525 Höchstgeschwindigkeit 80 km/h |
|      | A22 Rampe 100-Brücke (Anschluss Liestal-Süd)  | Liestal             |      | Autostrassenbrücke (zweispurig) | Balkenbrücke     | Beton       | 50         | 313          | Gebaut 1970 Objekt-Nummer 1.523 Höchstgeschwindigkeit 80 km/h |
|      | Kasinostrasse-Brücke                          | Liestal             |      | Strassenbrücke (zweispurig) mit Trottoirs                                                                                              | Balkenbrücke     | Beton       | 85         | 311          | Gebaut 1976 Objekt-Nummer 1.512 Höchstgeschwindigkeit 50 km/h AAGL-Buslinie 78 (Lausen Stutz–Liestal–Frenkendorf) Brücke überquert auch den Ergolzviadukt der Autostrasse A22. |
|      | Fusgängerüberführung Heidenloch (Uferwegsteg) | Liestal             |      | Fussgänger- und Velobrücke | Bogenbrücke      | Beton       | 55         | 309          | Brücke mit Treppen und Rampen, gebaut 1976 Ein Glatteis-Frühwarnsystem für die Autostrasse A22 befindet sich am Brückengeländer. Übergang überquert auch den Ergolzviadukt der Autostrasse A22. Objekt-Nummer 1.502 |
|      | Ergolzviadukt (A22-Autostrasse)               | Liestal             |      | Autostrassenbrücke (zweispurig) | Balkenbrücke     | Beton       | 800 ca.    | 309          | Das Ergolzviadukt, als wichtigster Teil der Umfahrung Liestal, wurde zwischen 1968 und 1970 erstellt und erstreckt sich über eine Länge von ca. 800 m über der Ergolz. Sofortmassnahmen wurden 2016/17 realisiert. Höchstgeschwindigkeit 80 km/h Objekt-Nummer 1.521 |
|      | Fusgängerüberführung Nelkenweg (Nelkensteg)   | Liestal             |      | Fussgänger- und Velobrücke | Bogenbrücke      | Beton       | 60         | 309          | Brücke mit Schranken, gebaut 1976 Fahrverbot für Motorwagen, Motorräder und Motorfahrräder Metallpoller dienen als Durchfahrtssperre. Übergang überquert auch den Ergolzviadukt der Autostrasse A22. Objekt-Nummer 1.503 |
|      | Gestadeckbrücke (Arisdörferstrasse)           | Liestal             |      | Strassenbrücke (dreispurig) mit Velostreifen und Trottoirs, einspurig Fahrtrichtung Süd, zweispurig Fahrtrichtung Nord mit Abzweigspur | Balkenbrücke     | Beton       | 50         | 307          | Die mittlere Ergolzbrücke wurde 1970 erstellt. Sie ersetzte Brücken von 1730, 1831 und 1868. Objekt-Nummer 1.036 Höchstgeschwindigkeit 50 km/h AAGL-Buslinie 83 (Liestal–Arisdorf–Kaiseraugst–Pratteln) Brücke überquert auch die Autostrasse A22. |
|      | Gasstrasse-Brücke                             | Liestal             |      | Strassenbrücke (zweispurig) mit Trottoirs                                                                                              | Balkenbrücke     | Beton       | 65         | 305          | Die untere Ergolzbrücke wurde 1976 erstellt. Sie ersetzte eine Eisenkonstruktion von 1907. Objekt-Nummer 1.514 Höchstgeschwindigkeit 50 km/h AAGL-Buslinie 80 (Liestal–Pratteln–Basel Aeschenplatz) Die hydrometrische Messstation Ergolz - Liestal (2202) vom Bundesamt für Umwelt (BAFU) befindet sich auf der linken Flussseite unterhalb der Brücke. Veloland-Route 3 Nord-Süd-Route (Etappe 1 Basel–Aarau), Route 97 Dreiland-Radweg (Etappe 4 Lörrach–Liestal) und Route 40121 Baselbiet Tour (Basel–Liestal–Rheinfelden–Basel) Wanderweg Brücke überquert auch die Autostrasse A22. |
|      | Mühlematt-Brücke                              | Liestal             |      | Fussgänger- und Velobrücke | Schrägseilbrücke | Stahl Beton | 182        | 302          | Schrägseil-Stahlbetonbrücke mit Mischsystem, gebaut 2011 Objekt-Nummer 1.043 Gemeinsamer Rad- und Fussweg Brücke überquert auch die Autostrasse A22. |
|      | Ergolzbrücke Kessel (A22-Autostrasse)         | Liestal             |      | Autostrassenbrücke (zweispurig) | Balkenbrücke     | Beton       | 120        | 301          | Gebaut 2011 Objekt-Nummer 1.596 Höchstgeschwindigkeit 80 km/h |
|      | Weiermattstrasse-Brücke                       | Liestal             |      | Strassenbrücke (zweispurig) mit Trottoirs und Parkplatzmarkierungen                                                                    | Balkenbrücke     | Beton       | 40         | 290          | Gebaut 1999 Objekt-Nummer 1.012 Höchstgeschwindigkeit 30 km/h |
|      | Mühlerainstrasse-Brücke                       | Füllinsdorf         |      | Strassenbrücke (dreispurig) mit Trottoir, einspurig Fahrtrichtung Ost, zweispurig Fahrtrichtung West                                   | Balkenbrücke     | Beton       | 30         | 287          | Höchstgeschwindigkeit 50 km/h AAGL-Buslinien 75 (Frenkendorf Bahnhof–Füllinsdorf) und 80 (Liestal–Pratteln–Basel Aeschenplatz) |
|      | Unbenannter Steg                              | Füllinsdorf         |      | Fussgängerbrücke | Balkenbrücke     | Stahl       | 28         | 287          | Allgemeines Fahrverbot Wanderweg |
|      | Unbenannter Steg                              | Füllinsdorf         |      | Fussgängerbrücke | Balkenbrücke     | Stahl       | 20         | 285          | Allgemeines Fahrverbot Verbot für Tiere (Pferd) |
|      | Wölferstrasse-Brücke                          | Füllinsdorf         |      | Strassenbrücke (zweispurig) mit Trottoir                                                                                               | Balkenbrücke     | Beton       | 40         | 276          | Höchstgeschwindigkeit 50 km/h |
|      | Unbenannter Steg                              | Füllinsdorf         |      | Fussgängerbrücke | Balkenbrücke     | Stahl       | 30         | 274          | Brücke mit Holzsteg Allgemeines Fahrverbot Verbot für Tiere (Pferd) Wanderweg |
|      | Ergolzbrücke Augst (A2-Autobahn)              | Pratteln – Augst    |      | Autobahnbrücke (vierspurig) | Balkenbrücke     | Beton       | 113        | 265          | Höchstgeschwindigkeit 120 km/h |
|      | Ergolz-Steg                                   | Augst               |      | Fussgänger- und Velobrücke | Gedeckte Brücke  | Holz        | 34         | 261          | Gedeckte Holzbrücke, gebaut 1966, ersetzte ungedeckten Holzsteg von 1948 Wanderweg |
|      | Hauptstrasse-Brücke                           | Augst               |      | Strassenbrücke (zweispurig) mit Trottoirs                                                                                              | Balkenbrücke     | Beton       | 30         | 261          | Gebaut 1958/59, ersetzte Brücke aus der Römerzeit. Objekt-Nummer 1.002 Höchstgeschwindigkeit 50 km/h AAGL-Buslinien 83 (Liestal–Arisdorf–Kaiseraugst–Pratteln) und 84 (Kaiseraugst Hoffmann-La Roche–Pratteln Bhf) Wanderweg |
|      | Ergolzbrücke (SBB)                            | Augst – Kaiseraugst |      | Eisenbahnbrücke (zweigleisig) | Balkenbrücke     | Beton       | 185        | 261          | Höchstgeschwindigkeit 140 km/h Bahnstrecke Basel–Baden Interkantonale Brücke (Kantonsgrenze Basel-Landschaft – Aargau) |
|      | Zeppelinbrücke (Kraftwerkstrasse)             | Augst – Kaiseraugst |      | Strassenbrücke (zweispurig), dient heute hauptsächlich Fussgängern und Velofahrenden                                                   | Bogenbrücke      | Beton       | 58         | 261          | Gebaut zwischen 1908 und 1912, saniert 2013 Die vier Rundbögen und deren Spiegelung im Wasser erinnern offenbar an einen Zeppelin. Verbot für Motorwagen und Motorräder: Lediglich Kommunalfahrzeuge sowie Fahrzeuge mit Spezialbewilligung dürfen passieren Veloland Rhein-Route Route 2 (Etappe 9 Rheinfelden–Basel) und Route 40121 Baselbiet Tour (Basel–Liestal–Rheinfelden–Basel) Wanderland-Route 60 ViaRhenana (Etappe 10 Rheinfelden–Basel) Interkantonale Brücke (Kantonsgrenze Basel-Landschaft – Aargau)                                                                       |